# Emajõgi
Emajõgi (njem. Embach, lat. Metra) je rijeka u Estoniji koja teče iz jezera Võrtsjärv kroz okrug Tartumaa u Čudsko jezero. Rijeka je duga 100 km, ali godine 1927. dužina je bila 117 km, no zbog ispravljanja rijeke dužina joj je smanjena za tih 17 km. Ime Emajõgi znači "rijeka majka" na estonskom. Emajõgi je druga po veličini rijeka u Estoniji po prosječnom istjeku, a jedina je potpuno plovna rijeka. Emajõgi je premoštena s 10 mostova, većina ih se nalazi u Tartuu. Gornji tok rijeke je dio prirodnog rezervata Alam-Pedja.
Emajõgi se ponekad naziva Suur Emajõgi ("Velika Emajõgi"), u suprotnosti s Väike Emajõgi ("Mala Emajõgi"), druga rijeka koja se ulijeva u južnom dijelu jezera Võrtsjärv.

## Hidrologija
Emajõgi izvire na sjeveroistočnom kraju Jezera Võrtsjärva, od tamo teče prema istoku uz velike meandre, jer teče preko ravničarskog močvarnog kraja, a ukupni pad rijeke je svega 3,5 metara što je čini vrlo sporom rijekom (3,7 km/h). Emajõgi protiče preko grada Tartua i teče do ušća u Čudsko-pskovsko jezero kod sela Praaga.
Porječje rijeke prostire se na površini od 9960 km² (od toga 98 km² u Latviji), Prosječni godišnji protok na ušću je 71,8 m³/s. Emajõgi redovito plavi u proljeće, tad se razlije u bezbroj starih rukavaca.
Povećanje vodostaja na Čudsko-pskovskom jezeru ponekad rezultira time da rijeka poteče uzvodno sve do Tartua.
Rijeka je prvi put dokumentirana - 1224. pod  imenom Emaioga. Njeno današnje ime na estonskom znači Rijeka majka, a ponekad se naziva i Suur Emajõgi (Veliki Emajõgi) za razliku od Väike Emajõgija (Malog Emajõgija), koji je jedna od rijeka koje pune Jezero Võrtsjärva.
Emajõgi ima više od 20 pritoka a najveće su; Pedja (122 km), Ahja (95), Elva (72), Amme (59), Laeva (48), Porijõgi (38), Kavilda (26), Mõra (25), Ilmatsalu (23).
Ponekad se Suur Emajõgi (Veliki) i Väike Emajõgi (Mali Emajõgi) smatraju jedinstvenom rijekom - Emajõgi, a i rijeka Pärnu se računa kao Emajõgi.

## Vanjske poveznice
|  | Zajednički poslužitelj ima još gradiva o temi Emajõgi |